# Johann Friedrich Starck

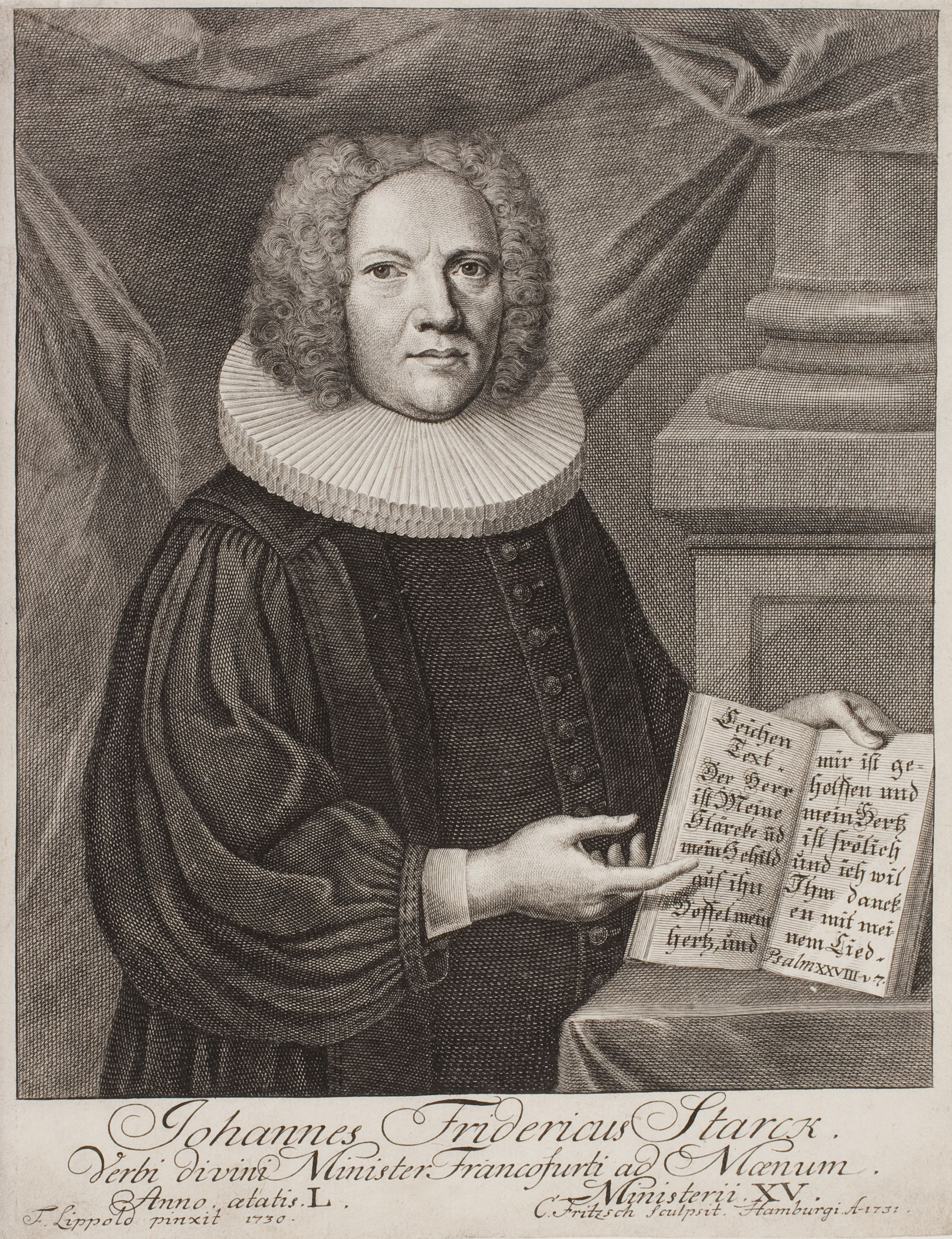
Johann Friedrich Starck

Johann Friedrich Starck, häufig auch Stark (* 10. Oktober 1680 in Hildesheim; † 17. Juli 1756 in Frankfurt am Main) war ein lutherischer Theologe und einer der meistgelesenen Schriftsteller seiner Zeit. Seine pietistischen Erbauungsschriften und Kirchenlieder erlebten zahlreiche Auflagen.

## Leben
Starck wurde in Hildesheim als Sohn eines aus Frankfurt stammenden Bäckermeisters geboren. Nach dem Besuch des Gymnasiums in seiner Heimatstadt studierte er ab 1702 an der Universität Gießen Theologie bei Johann Heinrich May d. Ä. und Johann Ernst Gerhard d. J. Die Gießener Universität war ein Zentrum des Pietismus. Starck schloss sein Studium am 3. November 1706 mit einer Dissertation ab und nahm anschließend eine Stelle als Hauslehrer in Frankfurt am Main an. 1709 wurde er als Diakon an die deutsche evangelische Gemeinde in Genf berufen, wo er bis 1711 blieb. Nach einem kurzen Studienaufenthalt in Paris kehrte er 1712 als Hauslehrer nach Frankfurt zurück, wo er in der Familie des Stadtschultheißen Johann Christoph von Ochsenstein Aufnahme fand.
Von 1715 bis 1723 war er Pfarrer an der Dreikönigskirche in Sachsenhausen, ab 1723 an der Barfüßerkirche, der evangelischen Hauptkirche der Stadt. Am 23. Oktober 1742 wurde er zum Konsistorialpräsident und Sonntagsprediger an der Hospitalkirche zum Heiligen Geist ernannt. Er starb mit 76 Jahren an den Folgen einer Lungenentzündung.

## Familie
Starck heiratete 1717 in Frankfurt die zwanzigjährige Katharina Reuß (gest. 1747),  eine Tochter des Kaufmanns Johann Martin Reuß. Von ihren sieben Kindern überlebten zwei:
- Johann Martin Starck (1727–1796), Doktor beider Rechte und Advocatus orig. in Frankfurt. Er heiratete Maria Magdalena Schlosser (1736–1830), mit der er zwei Söhne hatte: Johann Martin Starck und Ferdinand Maximilian Starck.
- Johann Jakob Starck, Pfarrer an St. Katharinen in Frankfurt. Er heiratete 1756 Anna Maria Textor, eine Schwester von Catharina Elisabeth Goethe, der Mutter von Johann Wolfgang Goethe.

## Werke
Starck gehörte einem Flügel des Pietismus an, der die Traditionen der lutherischen Kirche vertrat. Dies setzte ihn der Kritik radikaler pietistischer Kreise aus. Sein Hauptwerk ist die erstmals 1728 erschienene Erbauungsschrift Tägliches Handbuch in guten wie in bösen Tagen. Mit ihr wurde er zu einem der meistgelesenen Autoren seiner Zeit. Das Buch wurde in mehr als 60 Auflagen verbreitet. (1906 erschien ein Nachdruck bei Heinr. Feesche, Hannover mit der Angabe „174. Auflage“!) Es enthielt Aufmunterungen, (d. h. kurze biblische Betrachtungen), Gebete und Gesänge in sechs Abschnitten: für Gesunde, für Betrübte, für Kranke, für Sterbende, für Schwangere sowie für Gebärende und Wöchnerinnen. Er schuf außerdem rund tausend Kirchenlieder, die jedoch bereits Anfang des 20. Jahrhunderts keine Aufnahme mehr in die kirchlichen Gesangbücher fanden.
Predigten, Lieder und Schriften:
- Das von Gott gerufene, aber auf Fürbitte des Propheten gestillte Feuer, aus Amos 7. 4. 5. 6. Frankfurt a. M. 1719
- Hirtenbrief. Frankfurt a. M. 1720
- D. Ph. Spener’s Katechismus-Tabellen. Berlin 1725
- D. Ph. J. Speners Ausübung des Christenthums, mehrenlheils seinen Schriften genommen, zur Erklärung der Redensarten: Alter Mensch; neuer Mensch; Verleugnung seiner selbst; nach dem Geist wandeln u.s.w. Frankfurt a. M. 1726
- Tägliches Handbuch in guten und bösen Tagen, für Gesunde, Betrübte, Kranke und Sterbende. Frankfurt a. M. 1727, 1734, 1738, 1790
- Ausübung des Christenthums, oder Anweisung, wie man soll ein wahrer Christ werden, aus des seligen Spener's Schriften gezogen. Frankfurt a. M. 1730
- Wohlgemeinter Hirtenruf an die Schäflein, welche sich von der öffentlichen Kirchenversammlung und von dem Abendmahl absondern. Frankfurt a. M. 1730
- Rettung des Hirtenrufes usw. Frankfurt a. M. 1731
- Commentarius in Prophetam Ezehielem in quo 1) scopos et verus, ut totius capitis, sic et cujusque versus ex sacris fontibus eruitur sensus, additis interpretum explicatiombus; 2) membra versuum sejunguntur, ut emphasis cujusque phraseos eo melius elucescat; 3) Doctrinae ad cognitionem veritatis et praxin pietatis cuilibet versui annectuntur; collatis fideliter post nostra les et S. Hieronymi in Ezechielem expositionibus, Poli, Cocceji aliororoque, tum Pradi et Maldonati et Cornelii a Lapide commentationibus, tum Haffenrefferi et Villalpandi de templo Ezechielis meditarionibus; inspersis copiosissime, quae ad Criticam, Historiam et Antiquitatem pertinent. Omnia ad gloriam Dei et proximi aedificationem destinata; cum indice triplici et praefatione Jo. Geo. Pritii, SS. Theol D. et Ministerii Francof. Senioris. Frankfurt a. M. 1731
- Vermahnung zur Prüfung seiner selbst, als eine Rettung seines wohlgemeinten Hirtenrufes, ertheilet einem Handwerksmann, der sich für erleuchtet hält, und daher Kirche, Taufe, Abendmahl und Predigtamt verspottet. Frankfurt a. M. 1731
- Gründliche Belehrung für Kinder Gottes, warum sie fleißig und andächtig zu dem öffentlichen Gottesdienst und zu dem heiligen Abendmahl gehen sollen. Frankfurt a. M. 1732
- Warnung vor Absonderung von den Kirchenversammlungen und von dem heiligen Abendmahl, wie auch Glaubenslehren. Frankfurt a. M. 1733
- Ungrund der Absonderung der sogenannten Separatisten von der öffentlichen Kirchenversammlung und vom heiligen Abendmahl, entgegengesetzt den Absonderungsgründen, welche im 6ten Stück der geistlichen Fama ausgestreuet, wie auch zur Antwort auf die Korrespondenz aus Wünschengrund und St. Thomas bei Christianstadt. Frankfurt a. M. 1733
- Kommunionsbuch, oder die andächtige Seele in dem Beichtstuhl und bei dem heiligen Abendmahl. Frankfurt a. M., 4. Aufl. Ebd. 1736, 12. Aufl. Ebd. 1788
- Ph. J. Spener's gottgeheiligte Singschule oder dessen Katechismus- und Pritii Einleitungstabellen, in gebundener Rede verfasset. Frankfurt a. M. 1733
- Segensworte für Schelteworte an die durch Jesum Christum theuer erkauften Seelen, welche sich von der öffentlichen Kirchenversammlung und dem heiligen Abendmahl trennen. Frankfurt a. M.  1734
- Frankfurtische Passionsandachten, d. i. Glaubens- Lebens- und Trostlehren, aus der Geschichte des Leidens und Sterbens Jesu Christi. Frankfurt a. M. 1735
- Das wahre Neue der Seelen, aus Offenb. 21, 5; bei vollbrachter Renovierung der Hauptkirche, eine Predigt. Frankfurt a. M. 1736
- Sammlung biblischer Redensarten, aus Tauler's, Arnd's und Scriver's Schriften genommen. Frankfurt a. M. 1738
- Predigten vom Abendmahl des Herrn, wie es von Christo  selbst eingesetzt worden, und wie es die Christen würdig empharen sollen. Frankfurt a. M. 1740, 2. Teile
- Praxis catechetica oder Catechismus für Erwachsene. Frankfurt a. M. 1740
- Erbauliche Sonn- und Festtagsandachten, d. i. Glaubens-, Lebens und Trostlehren aus den Evangelien. Nürnberg 1742, 1785
- Morgen- und Abendandachten frommer Christen auf alle Tage im Jahre, wie solche aus der Quelle des göttlichen Wortes fließen, darinnen das lebendige Christenthum, wie ein wahrer Christ inwendig und auswendig vor Gott und den Menschen beschaffen seyn soll, beschrieben wird, mit einer Vorrede Herrn D. S. J. Baumgarten's. Frankfurt a. M. 1744, 1755
- Erweckende Reden zur Frömmigkeit, nebst einem Anhang von sieben Betrachtungen über Luc. 13, 24. Frankfurt a. M. 1746
- Gründe, die Freudigkeit zu sterben zu erwecken, auf alle Tage des Monats eingerichtet. Nürnberg 1748–1752, 3. Teile
- Neue Lieder. Frankfurt a. M. 1750
- Johann Friederich Starcks Evangelischen Predigers und Consistorialis zu Franckfurt am Mayn Erklärung der Geschichte Des bittern Leydens und Sterbens Unsers Herrn Jesu Christi. Franckfurt und Leipzig 1751 Digitalisat
- Auserlesene Festpredigten über wichtige Stellen heiliger Schrift Alten und Neuen Bundes. Frankfurt a. M. 1754
- Kreuz- und Trostschule; in Betrachtung und Gebeten, nebst Morgen, Abendgebeten und Liedern. Nürnberg 1754
- Erklärung der Geschichte des Leidens Jesu Christi. Frankfurt a. M. 1762
- Tägliches Gebetbüchlein für Schwangere und Gebährende. Frankfurt a. M., 2. Aufl. Ebd. 1777
- Gottgeheiligtes Herz und Leben eines wahren Christen, oder Lebensregeln, wie die wahre innerliche Herzensfrömmigkeit sich äußerlich in Worten und Werken offenbahren müsse. Frankfurt und Leipzig, 1764
- Sämmtliche noch nie gedruckte Lieder, welche im J. 1767 als ein Wochenblatt zur Erbauung stückweise, herausgekommen sind. Gesammelt und herausgegeben von (seinem Sohn) M. Johann Jakob Stark, Prediger der Hauptkirche zu St. Catharinen zu Frankf. a. M. Frankfurt a. M. 1768
- Die Ordnung des Heils und der Seligkeit, Oder Kurzer Entwurf der ganzen Christlichen Lehre. Hagen 1769 Digitalisat